# Brian Dawkins
Brian Patrick Dawkins Sr. (født 13. oktober 1973 i Jacksonville, Florida, USA) er en tidligere amerikansk footballspiller, der spillede 16 år i NFL som free safety. Han repræsenterede henholdsvis Philadelphia Eagles og Denver Broncos.
Dawkins var en del af det Philadelphia Eagles-hold, der i 2005 nåede frem til Super Bowl XXXIX, der dog blev tabt til New England Patriots. Han er hele seks gange blevet udtaget til Pro Bowl, NFL's All Star-kamp.

## Klubber
- 1996-2008: Philadelphia Eagles
- 2009-2012: Denver Broncos